# نارون برگ‌ریز
نارون برگ‌ریز یا نارون گل‌پشه‌ای (نام علمی:  Ulmus boissieri) نام یک زیرگونه از نارون است که تنها در کشور ایران می‌روید. این‌گونه در استان‌های کرمانشاه (قصر شیرین و بیستون) و کرمان دیده شده‌است.
این‌گونه در سال ۱۹۷۷ بدست ایرینا گرودزینسکایا، گیاه‌شناس روسی، شناسایی شد و نام علمی آن به احترام پیر ادموند بویسیر (۱۸۱۰–۱۸۸۵)، گیاه‌شناس سوئیسی که در غرب آسیا گونه‌های زیادی را گردآوری کرد، Ulmus boissieri گذاشته شد.

## ویژگی‌ها
این‌گونه شاخه‌چه‌های یکساله نازک دارد که بدون کرک هستند و غالباً نازک‌تر از یک میلی‌متر هستند. جوانه‌های آن کوچک، کرکدار و با لبه‌های مژه‌دار بلند هستند. برگ‌های مسن شاخه‌های کوتاه از ۳ سانتی متر کوتاه‌تر و از ۲ سانتی‌متر باریک‌تراند.

## نگارخانه

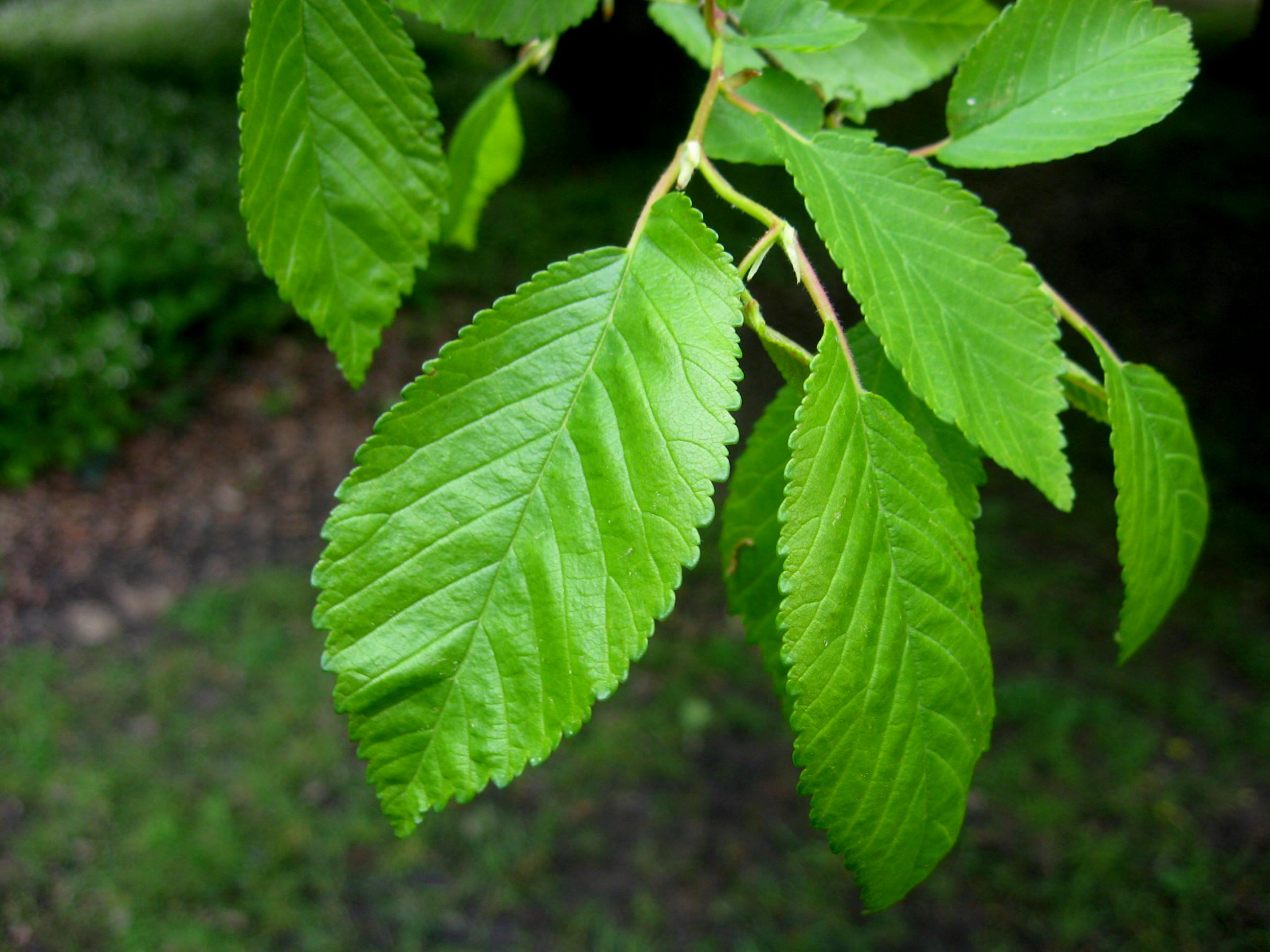